# Condado de Flathead
El condado de Flathead (en inglés: Flathead County), fundado en 1893, es uno de los 56 condados del estado estadounidense de Montana. En el año 2000 tenía una población de 74.471 habitantes con una densidad poblacional de 5.64 personas por km². La sede del condado es Kalispell.

## Geografía
Según la Oficina del Censo, el condado tiene un área total de 13 613 km² (5256,0 mi²), de la cual 13 205 km² (5098,5 mi²) es tierra y 409 km² (157,9 mi²) (3.01%) es agua.

### Condados adyacentes
- Distrito Regional de East Kootenay (Columbia Británica) - norte
- Condado de Glacier - este
- Condado de Pondera - este
- Condado de Teton - este
- Condado de Lewis and Clark - sureste
- Condado de Powell - sureste
- Condado de Missoula - sureste
- Condado de Lake - sur
- Condado de Sanders - suroeste
- Condado de Lincoln - oeste

## Demografía
En el 2000 la renta per cápita promedia del condado era de $34,466, y el ingreso promedio para una familia era de $40,702. En 2000 los hombres tenían un ingreso per cápita de $31,908 versus $20,619 para las mujeres. El ingreso per cápita para el condado era de $18,112. Alrededor del 13.00% de la población estaba bajo el umbral de pobreza nacional.

## Comunidades

### Ciudades
- Columbia Falls
- Kalispell
- Whitefish

### Lugares designados por el censo
- Bigfork
- Coram
- Evergreen
- Hungry Horse
- Lakeside
- Martin City
- Niarada
- Somers

### Otras comunidades
- Polebridge
- West Glacier